# L'Œil de Vichy
L'Œil de Vichy is een Franse documentaire uit 1993 onder regie van Claude Chabrol.

## Verhaal
De documentaire is een compilatie van Franse bioscoopjournaals tussen 1940 en 1944. Die bioscoopjournaals werden gecontroleerd door het Vichy-regime, dat collaboreerde met de nazi's. De documentaire schetst de invloed van media op de opinievorming.

## Rolverdeling
| Acteur          | Personage |
| --------------- | --------- |
| Michel Bouquet  | Verteller |
| Brian Cox       | Verteller |
| Jean Bergeret   | Zichzelf  |
| Jean Bichelonne | Zichzelf  |
| Pierre Boisson  | Zichzelf  |
| Abel Bonnard    | Zichzelf  |
| René Bousquet   | Zichzelf  |
| Amédée Bussière | Zichzelf  |
| Marcel Cerdan   | Zichzelf  |
| François Darlan | Zichzelf  |
| Joseph Darnand  | Zichzelf  |